# Marchese del Vodice

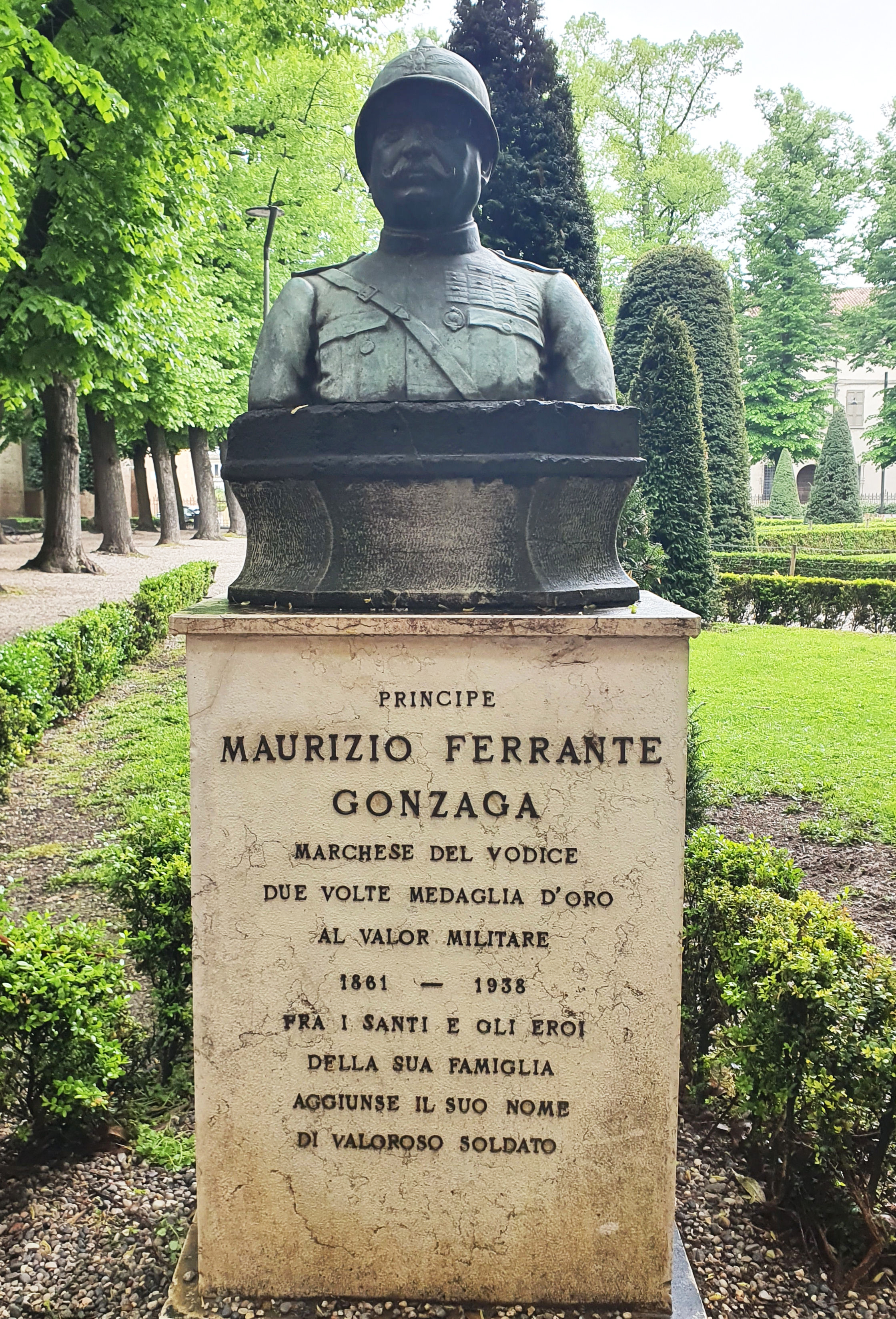
Mantova, monumento al generale Maurizio Ferrante Gonzaga (1861-1938), I marchese del Vodice (1932-1938).

Marchese del Vodice è un titolo ereditario della nobiltà italiana.

## Storia
La prima creazione di questo titolo avvenne il 29 dicembre 1932, quando il generale Maurizio Ferrante Gonzaga venne insignito dal re Vittorio Emanuele III di Savoia. L'episodio che portò alla concessione del titolo si riferisce alla decima battaglia dell'Isonzo del 1917, quando il generale conquistò il monte Vodice, un caposaldo austriaco fortemente presidiato e fornito di gallerie e trinceramenti, ottenendo la prima medaglia d'oro al valor militare, concessagli sul campo.
Il titolo venne acquisito per trasmissione perpetua ai suoi discendenti maschi.

## Marchesi del Vodice
- Maurizio Ferrante Gonzaga (1861-1938), I marchese del Vodice
- Ferrante Vincenzo Gonzaga (1889-1943), II marchese del Vodice
- Maurizio Gonzaga (1938-?), III marchese del Vodice[8]
- Corrado Gonzaga (1941-2021), IV marchese del Vodice[9]